# James Silas
James Edward Silas (nascut l'11 de febrer de 1949 a Tallulah, Louisiana) és un exjugador de bàsquet nord-americà que va jugar 6 temporades en l'NBA i 4 en l'ABA. Amb 1,85 metres d'altura, jugava en la posició de base. És pare del també jugador professional Xavier Silas.

## Trajectòria esportiva

### Universitat
Va jugar durant quatre temporades amb els Lumberjacks de la Universitat Stephen F. Austin, en les quals va fer una mitjana de 18,7 punts i 4,7 rebots per partit. En la seva última temporada va fer una mitjana de 30,7 punts per partit, portant la seva universitat a un històric balanç de 29 victòries i una derrota. El 1971 i 1972 va ser inclòs en el millor equip All-American de la NAIA.

### Professional
Va ser triat en la setantena posició del Draft de l'NBA de 1972 pels Houston Rockets, i també pels Pittsburgh Condors en la sisena rondi del Draft de l'ABA. Abans del començament de la lliga la franquícia va desaparèixer, fitxant com a agent lliure pels Dallas Chaparrals. En la seva primera temporada es va fer ràpidament amb el lloc de titular, fent una mitjana de 13,7 punts i 4,3 rebots per partit, sent inclòs en el millor quintet de rookies de l'ABA.
A l'any següent l'equip es va traslladar a la propera ciutat de Sant Antonio, passant a denominar-se San Antonio Spurs. El canvi no va afectar Silas, que va seguir sent un dels puntals de l'equip, millorant les seves estadístiques fins als 15,7 punts i 4,1 assistències, per ser inclòs en el segon millor quintet de la lliga. Aquesta temporada va jugar també el seu primer All-Star Game, sent el segon millor golejador de l'equip de l'Oest amb 21 punts, només superat per Iceman Gervin, que en va aconseguir 23.
La temporada 1975-76, la que acabaria sent l'última de la lliga professional, seria també la seva millor campanya com a professional, liderant al seu equip en marcació, amb 23,8 punts per partit, als quals va afegir 5,4 assistències i 4,0 rebots. Va disputar el seu segon All-Star, i va ser inclòs en el millor quintet del campionat.
El 1976 l'equip va passar a l'NBA, però per Silas no va ser fàcil, ja que les dues següents temporades les lesions van fer que es perdés molts partits, perdent fins i tot la titularitat en els quals va disputar. Ja en la temporada 1978-79 va tornar a la normalitat, recuperant un lloc en el quintet inicial, tornant a ser un dels pilars de l'equip amb 16,0 punts i 3,5 assistències per partit, xifres que fins i tot va millorar les dues temporades següents.
El 1980, ja amb 31 anys, va ser traspassat als Cleveland Cavaliers a canvi d'una futura segona ronda del draft. Amb els Cavs hi va jugar una última temporada, alternant-se en la direcció de l'equip amb Ron Brewer, fent una mitjana de 11,2 punts i 3,3 assistències.
El 1983, Silas va ser triat en el millor quintet de la dècada dels Spurs, juntament amb George Gervin, Artis Gilmore, Mike Mitchell i Mark Olberding, i la seva samarreta amb el número 13 es va convertir en la primera que el seu equip retiraria com a homenatge a la seva trajectòria.

## Estadístiques de la seva carrera a l'NBA i l'ABA

### Temporada regular
| Temporada | Edat | Equip               | Lliga | P   | TIT | MIN  | TC  | TCA  | %TC  | 3P  | 3PA | %3P  | TL  | TLA | %TL  | R.OF. | R.DEF. | REB | ASIS | ROB | TAP | PER | FP  | PTS  |
| 1972-73   | 23   | Dallas Chaparrals   | ABA   | 78  |     | 31.0 | 4.4 | 8.7  | .502 | 0.0 | 0.0 |      | 5.0 | 6.0 | .833 | 1.4   | 2.9    | 4.3 | 3.1  |     |     | 2.5 | 3.4 | 13.7 |
| 1973-74   | 24   | San Antonio Spurs   | ABA   | 84  |     | 36.9 | 5.8 | 12.1 | .478 | 0.0 | 0.0 | .000 | 4.2 | 5.0 | .831 | 1.0   | 3.1    | 4.1 | 3.8  | 1.1 | 0.1 | 2.6 | 3.0 | 15.7 |
| 1974-75   | 25   | San Antonio Spurs   | ABA   | 82  |     | 37.9 | 7.0 | 13.9 | .509 | 0.0 | 0.0 | .000 | 5.2 | 5.9 | .885 | 0.9   | 2.9    | 3.8 | 4.9  | 1.4 | 0.2 | 2.8 | 2.8 | 19.3 |
| 1975-76   | 26   | San Antonio Spurs   | ABA   | 84  |     | 37.0 | 8.5 | 16.5 | .519 | 0.0 | 0.0 | .000 | 6.7 | 7.7 | .872 | 1.3   | 2.7    | 4.0 | 5.4  | 1.8 | 0.3 | 3.0 | 3.1 | 23.8 |
| 1976-77   | 27   | San Antonio Spurs   | NBA   | 22  |     | 16.2 | 2.8 | 6.5  | .430 |     |     |      | 4.0 | 4.9 | .813 | 0.3   | 1.1    | 1.5 | 2.3  | 0.6 | 0.1 |     | 1.6 | 9.5  |
| 1977-78   | 28   | San Antonio Spurs   | NBA   | 37  |     | 8.4  | 1.2 | 2.6  | .443 |     |     |      | 1.6 | 2.0 | .822 | 0.1   | 0.5    | 0.6 | 1.0  | 0.3 | 0.0 | 0.8 | 0.8 | 3.9  |
| 1978-79   | 29   | San Antonio Spurs   | NBA   | 79  |     | 27.5 | 5.9 | 11.7 | .505 |     |     |      | 4.2 | 5.1 | .831 | 0.4   | 1.9    | 2.3 | 3.5  | 1.0 | 0.3 | 2.5 | 2.7 | 16.0 |
| 1979-80   | 30   | San Antonio Spurs   | NBA   | 77  |     | 29.8 | 6.7 | 13.0 | .514 | 0.0 | 0.1 | .000 | 4.4 | 5.0 | .887 | 0.6   | 1.6    | 2.2 | 4.5  | 0.8 | 0.2 | 2.5 | 2.7 | 17.7 |
| 1980-81   | 31   | San Antonio Spurs   | NBA   | 75  |     | 27.4 | 6.3 | 13.3 | .477 | 0.0 | 0.0 | .000 | 5.0 | 5.9 | .850 | 0.6   | 2.5    | 3.1 | 3.8  | 0.7 | 0.2 | 2.1 | 1.7 | 17.7 |
| 1981-82   | 32   | Cleveland Cavaliers | NBA   | 67  | 34  | 21.6 | 3.7 | 8.6  | .438 | 0.0 | 0.1 | .000 | 3.7 | 4.3 | .860 | 0.4   | 1.2    | 1.6 | 3.3  | 0.6 | 0.1 | 1.6 | 1.6 | 11.2 |
| Total     |      |                     | TOTAL | 685 | 34  | 29.7 | 5.7 | 11.6 | .495 | 0.0 | 0.0 | .000 | 4.6 | 5.4 | .855 | 0.8   | 2.2    | 3.0 | 3.8  | 1.0 | 0.2 | 2.4 | 2.5 | 16.1 |
|           |      |                     | NBA   | 357 | 34  | 24.2 | 5.1 | 10.4 | .485 | 0.0 | 0.1 | .000 | 4.0 | 4.7 | .852 | 0.5   | 1.6    | 2.1 | 3.4  | 0.7 | 0.2 | 2.1 | 2.0 | 14.2 |
|           |      |                     | ABA   | 328 |     | 35.8 | 6.5 | 12.9 | .504 | 0.0 | 0.0 | .000 | 5.3 | 6.2 | .857 | 1.1   | 2.9    | 4.0 | 4.3  | 1.4 | 0.2 | 2.7 | 3.1 | 18.2 |

### Playoffs
| Temporada | Edat | Equip             | Lliga | P  | MIN  | TCA | TC  | 3PA | 3P | TLA | TL  | R.OF. | REB | ASIS | ROB | TAP | PER | FP  | PTS | %TC  | %3P  | %FT   | MIN  | PTS  | REB | AST  |
| 1973-74   | 24   | San Antonio Spurs | ABA   | 7  | 294  | 49  | 105 | 0   | 1  | 26  | 38  | 8     | 38  | 32   | 14  | 1   | 21  | 15  | 124 | .467 | .000 | .684  | 42.0 | 17.7 | 5.4 | 4.6  |
| 1974-75   | 25   | San Antonio Spurs | ABA   | 6  | 271  | 41  | 87  | 0   | 0  | 31  | 40  | 6     | 18  | 60   | 9   | 1   | 16  | 27  | 113 | .471 |      | .775  | 45.2 | 18.8 | 3.0 | 10.0 |
| 1975-76   | 26   | San Antonio Spurs | ABA   | 1  | 26   | 3   | 10  | 0   | 0  | 4   | 4   | 2     | 4   | 0    | 1   | 0   | 2   | 3   | 10  | .300 |      | 1.000 | 26.0 | 10.0 | 4.0 | 0.0  |
| 1977-78   | 28   | San Antonio Spurs | NBA   | 3  | 19   | 3   | 10  |     |    | 1   | 2   | 0     | 0   | 1    | 1   | 0   | 1   | 1   | 7   | .300 |      | .500  | 6.3  | 2.3  | 0.0 | 0.3  |
| 1978-79   | 29   | San Antonio Spurs | NBA   | 14 | 475  | 102 | 215 |     |    | 63  | 80  | 12    | 42  | 66   | 21  | 1   | 36  | 39  | 267 | .474 |      | .788  | 33.9 | 19.1 | 3.0 | 4.7  |
| 1979-80   | 30   | San Antonio Spurs | NBA   | 3  | 90   | 16  | 36  | 0   | 0  | 11  | 11  | 1     | 7   | 9    | 6   | 1   | 5   | 8   | 43  | .444 |      | 1.000 | 30.0 | 14.3 | 2.3 | 3.0  |
| 1980-81   | 31   | San Antonio Spurs | NBA   | 7  | 161  | 27  | 69  | 0   | 0  | 26  | 32  | 5     | 15  | 19   | 4   | 0   | 18  | 9   | 80  | .391 |      | .813  | 23.0 | 11.4 | 2.1 | 2.7  |
| Total     |      |                   | TOTAL | 41 | 1336 | 241 | 532 | 0   | 1  | 162 | 207 | 34    | 124 | 187  | 56  | 4   | 99  | 102 | 644 | .453 | .000 | .783  | 32.6 | 15.7 | 3.0 | 4.6  |
|           |      |                   | NBA   | 27 | 745  | 148 | 330 | 0   | 0  | 101 | 125 | 18    | 64  | 95   | 32  | 2   | 60  | 57  | 397 | .448 |      | .808  | 27.6 | 14.7 | 2.4 | 3.5  |
|           |      |                   | ABA   | 14 | 591  | 93  | 202 | 0   | 1  | 61  | 82  | 16    | 60  | 92   | 24  | 2   | 39  | 45  | 247 | .460 | .000 | .744  | 42.2 | 17.6 | 4.3 | 6.6  |